# Cirrochroa fasciata
Cirrochroa fasciata är en fjärilsart som beskrevs av Felder 1860. Cirrochroa fasciata ingår i släktet Cirrochroa och familjen praktfjärilar. Inga underarter finns listade i Catalogue of Life.